# Jerónimo Nicolás Radziwiłł
Jerónimo Nicolás Radziwiłł (Cannes, Francia, 6 de enero de 1885 - Campo de trabajos forzados de Lugansk, 6 de abril de 1945) fue un aristócrata y terrateniente polaco-lituano. Jerónimo nació en el seno de la rica y poderosa familia Radziwiłł, siendo hijo del príncipe Dominico María Radziwiłł y de su esposa, María de los Dolores de Agramonte.

## Vida
Estudio y se graduó en el gimnasio de Feldkirch. En 1904, comenzó a estudiar derecho en la Universidad Jagellónica. Más tarde, se trasladó a la Facultad de Agricultura.
En el período de entreguerras, se dedicó principalmente a la agricultura, la ganadería y la silvicultura. Era el dueño de la hacienda Balice. Tenía acciones en una empresa que producía productos de vidrio y arcilla. No estaba involucrado en la política. Fue miembro honorario del Consejo Supremo del Partido de los Monárquicos Nacionales.

## Matrimonio y descendencia
El 16 de enero de 1909 Jerónimo contrajo matrimonio con la archiduquesa Renata de Austria, hija del archiduque Carlos Esteban de Austria y de la archiduquesa María Teresa de Austria-Toscana. De este matrimonio nacieron seis hijos: 
- S.A.S. la princesa María Teresa Radziwiłł (19 de enero de 1910 - 1973). Soltera y sin hijos.
- S.A.S. el príncipe Dominico Rainero Radziwiłł (23 de enero de 1911 - 19 de noviembre de 1976). Contrajo matrimonio en 1938 con la princesa Eugenia de Grecia y Dinamarca. Divorciado en 1946, se casó por segunda vez en 1947 con la norteamericana Lidia Lacey Bloodgood. Tuvo descendencia de ambos matrimonios.
- S.A.S. el príncipe Carol Jerónimo Radziwiłł (3 de mayo de 1912 - 27 de noviembre de 2005). Casado en primeras nupcias con María Luisa de Alvear y Quirno. Luego se casó con María Teresa de Soto y Alderete. No tuvo descendencia de ninguno de sus dos matrimonios.
- S.A.S. el príncipe Alberto Jerónimo Radziwiłł (10 de mayo de 1914 - 23 de junio de 1932). Murió joven.
- S.A.S. la princesa Leonor María Radziwiłł (2 de agosto de 1918 - 21 de julio de 1997). Casada con el conde Benedicto Tyszkiewicz. Luego contrajo segundas nupcias con Roger de Froidcourt. Tuvo un hijo de su primer matrimonio.
- S.A.S. el príncipe León Jerónimo Radziwiłł (28 de octubre de 1922 - 1973).

Después de la muerte de su esposa, el 28 de enero de 1937, se volvió a casar con su prima lejana Eduviges Aniela Radziwiłł (1905-1974), 20 años más joven, no tuvieron hijos.

## Muerte
Durante la Segunda Guerra Mundial, estuvo involucrado en la actividad clandestina de la organización terrateniente " Uprawa ", que proporcionó fondos y alimentos para el Ejército Nacional. Detenido con su hijo León por las autoridades soviéticas en febrero de 1945, transportado con 2.000 prisioneros a un campo de trabajo cerca de Lugansk, en la actual Ucrania, donde murió poco después de su llegada el 6 de abril.